# セリ市 (競馬)

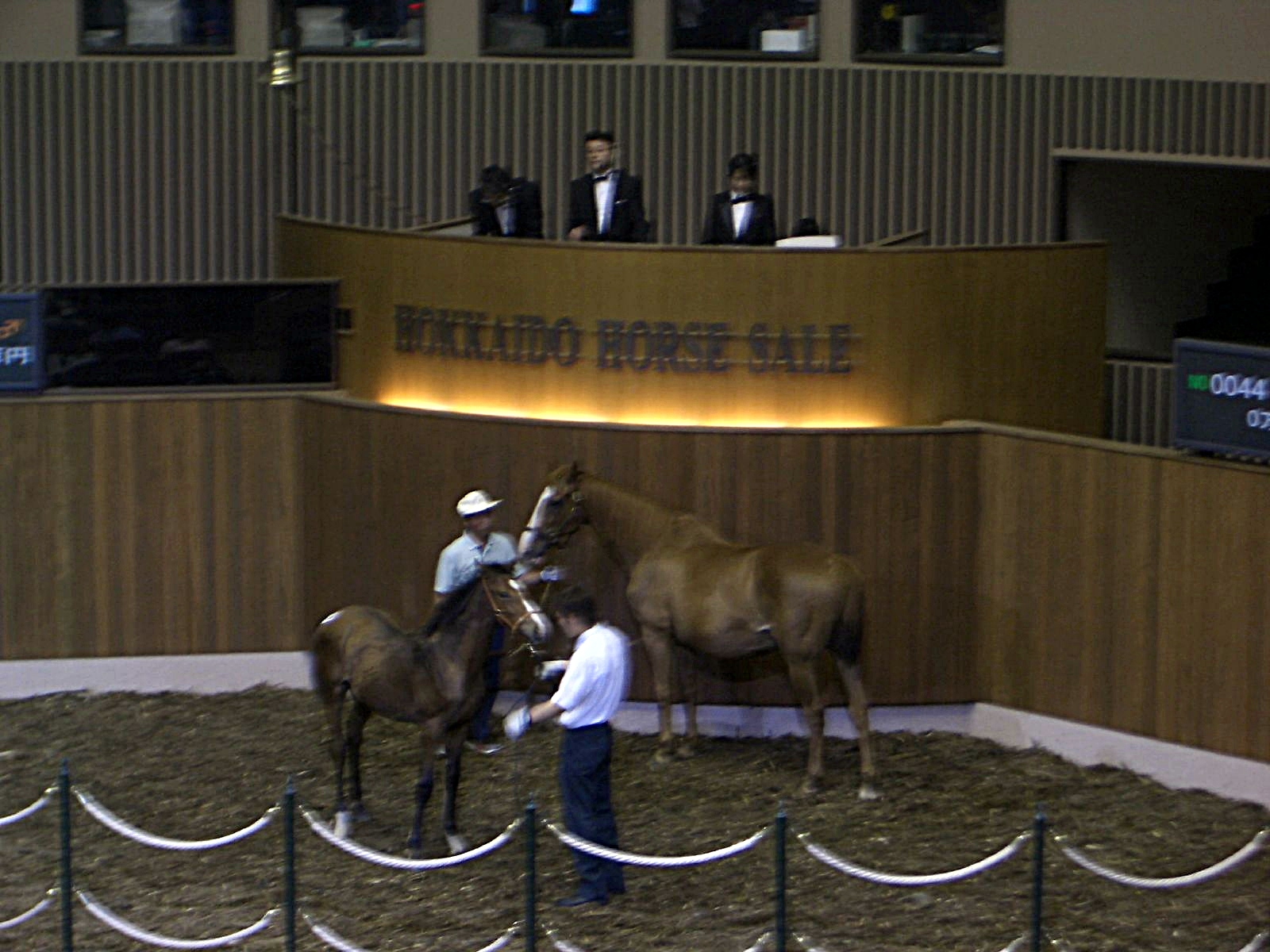
セリ市の様子（セレクションセール当歳セッション、2004年）

セリ市とは競走馬における競売である。セールともいう。

## 概要
大別すると、主に競走年齢（馬齢を参照）に達していない0 - 1歳の仔馬、競走年齢を満たす2歳に達し調教が施された未出走馬、現役競走馬および繁殖馬に分けられる。また馬主事業の撤退などによりこれら全てをまとめて売却するセリ市なども存在する。
0 - 1歳の仔馬については生産者が売却を前提としたマーケットブリーダーならばセリ市で馬主に売却されることになる。ただし、日本においては庭先取引と呼ばれる直接売買が約8割を占める。
競走年齢を満たす2歳に達し調教が施された未出走馬は主に調教トレーニングセール（もしくはトレーニングセール）と呼ばれるセリ市に上場される。競馬場やトレーニングセンターでトラックで調教トレーニングを公開したうえで競走馬の売買取引を実施する。また0 - 1歳の時に一度購入し調教を施して2歳の時に高値でトレードするという「ピンフッカー」と呼ばれる業者や生産牧場から馬を預かって育成・調教、さらには宣伝を行って高値で売却されるよう活動するコンサイナーと呼ばれる業者も存在する。アメリカ合衆国ではケンタッキー州やフロリダ州で盛んに行われており、近年日本でも行われている。
現役競走馬のセリ市は日本国外では盛んに行われているが、日本では行われていない。繁殖牝馬については、日本ではジェイエス繁殖馬セールやノーザンファーム繁殖牝馬セールが行われている。

## 日本のセリ市の流れ
セリ市で購買希望者ならびに販売者には事前に登録番号をつける。セリ市では進行役によって、最低価格が提示される。最低価格は販売者が決める事ができる。
購買を希望をする場合、入札を行う。入札があった時点で、進行役の進行によってセリ価格が上げられる。最高額の入札を行った購買希望者が落札する。このとき購買者が番号で呼ばれる。
日本のセリ市の場合には必ず最低価格での入札が一度はある。これは販売者にも番号付けされており、販売者が必ず入札をする為である。販売者が必ず入札を行う理由として、売却された馬と売却されなかった馬の判断を一目でつきにくくする目的で行われる（落札者の番号から把握することは可能）。販売者が落札した場合、主取と呼ばれる。
進行役の最低提示価格と販売者が定めた希望額とは異なる場合が多く他の購買希望者がいても販売者が入札し、主取にすることも可能である。もちろん希望額に満たなくても販売者が入札せず他の購買希望者に売却することも可能で、その辺りは販売者の裁量による。なお希望額は事前にセリの主催者側に伝える必要があり、希望額を超過して主取にした場合には手数料が取られるなどの罰則がある。販売希望価格を主催者側は隠匿する義務がある。
主取になった後で、最低提示価格を下回る価格で購入したいなどの水面下での交渉が行われていることもある。セリ市の市場内では直接交渉による売買が禁止されている為、販売者が再上場という形で再度セリにかけられ販売される形式をとる。
また、事前に出品の登録をしたにもかかわらず、疾病などにより当日になって欠場することは少なくない。
なお、新型コロナウィルスの蔓延により、2020年以後に行われるセリにおいては、オンラインビッド方式を採用したセリが取り入れられており、開催するセリによっては、会場での直接セリとのハイブリッド方式を採用しているものもある。

## 市場取引馬
日本において2007年以前は国内の定められたセリ市で売買された内国産馬が中央競馬に所属した場合、登録後は「市場取引馬」（丸囲みに市、「マル市」とも）と表記され市場取引馬限定の競走が設けられたり一部の競走で5着以内に入ると「市場取引馬奨励賞」として別途賞金が交付される優遇措置があった。ただし「市場取引馬」と認定されるには生産者と（共有者を含む）馬主が全く関係がない必要があり市場に出しても主取になった場合は当然、優遇措置は取られなかった。またデビュー当初は「市場取引馬」の優遇措置を受けていながら途中で馬主が変更となり生産者と同じになった場合は「市場取引馬」の表記が取り消され、優遇措置を受けられなくなった。
しかしセレクトセールなどのセリ市が活況になったことに伴い、全ての優遇措置が2007年をもって廃止された。優遇措置が無くなったことにより「マル市」の表記も行われなくなった（合わせて父内国産馬への優遇措置もなくなった）。この事により、生産業界からはセリ市の活況が再び低迷することが心配されている。
また日本国外のセリ市では、セリ市の出身馬のみの競走が設けられている。

### 北海道市場における市場取引賞
北海道市場において購買されたサラブレッドについて、その馬の2歳の時に行われる重賞競走（格付けなし重賞もGIII、ないしはJpnIIIと同等扱いと見なす）での成績に応じ、上位3着までに入選した馬の馬主に対して、「市場取引賞（いちばとりひきしょう）」が交付されている。但し、交付を受けられるのは1頭につき1回限りである。

#### 交付額
（賞金単位：万円）
| 中央・地方の別 | 格付け | 1着馬 | 2着馬 | 3着馬 |
| -------------- | ------ | ----- | ----- | ----- |
| 中央競馬       | GI     | 1000  | 400   | 260   |
| 中央競馬       | GII    | 300   | 120   | 78    |
| 中央競馬       | GIII   | 100   | 40    | 26    |
| 地方競馬       | JpnI   | 500   | 200   | 130   |
| 地方競馬       | JpnII  | 150   | 60    | 39    |
| 地方競馬       | JpnIII | 50    |       | 13    |

これとは別に、地方競馬の2歳限定全競走において1着となった馬主についても（同様に1回限り）、原則として上限20万円まで（ただし、当該競走の1着賞金額までの範囲内まで。また、セプテンバーセールで取引された馬に対しては、これに10万円を追加して）交付する。
但し、いずれの場合でも馬主が市場の関係者である販売申込者、所有者、生産牧場の関係者、飼養関係者（法人の場合は構成員含む）である場合は、交付対象外となる。

## 日本のセリ市
日本では毎年4〜10月を中心に農業協同組合（農協、JA）や日本軽種馬協会（JBBA）、日本競走馬協会などの競馬関連の公益団体などが主催してセリ市が実施される。日本で行われるセリ市として以下のようなものがある。

### 現在開催されているセリ市
（2025年現在。出典：馬市ドットコム）
1月
- ジェイエス冬季繁殖馬セール（繁殖牝馬）

株式会社ジェイエスが主催する繁殖牝馬のセリ市。JBBA北海道市場（北海道新ひだか町）で開催される。
4月
- JRAブリーズアップセール（サラブレッド2歳）

日本中央競馬会が主催するサラブレッド2歳のトレーニングセール。中山競馬場で開催される。
5月
- JRAコンソレーションセール

上記のJRAブリーズアップセールを欠場した馬および未売却となった馬を対象としたセール。上場された馬がすべて落札された場合には開催されない。
- HBA北海道トレーニングセール（サラブレッド2歳）

日高軽種馬農業協同組合が主催するサラブレッド2歳のトレーニングセール。札幌競馬場で開催される（2014年は函館競馬場で開催された）。
- 千葉サラブレッドセール（サラブレッド2歳）

千葉県両総馬匹農業協同組合が主催するサラブレッド2歳のトレーニングセール。船橋競馬場で開催される。1歳市場は開催休止中。
6月
- 九州1歳市場（サラブレッド1歳）

九州軽種馬協会が主催するサラブレッド1歳のセリ市。JBBA九州種馬場（鹿児島県大崎町）で開催される。
7月
- 八戸市場（サラブレッド1歳）

青森県軽種馬生産農業協同組合が主催するサラブレッド1歳のセリ市。八戸家畜市場（青森県南部町）で開催される。
- セレクトセール（サラブレッド当歳、1歳）

社団法人・日本競走馬協会が主催するサラブレッド当歳と1歳のセリ市。ノーザンホースパーク（北海道苫小牧市）で開催される。日本最大のセリ市である。
- セレクションセール（サラブレッド1歳）

日高軽種馬農業協同組合が主催するサラブレッド1歳のセリ市。例年、セレクトセールの翌週にJBBA北海道市場で開催される。当歳市場は開催休止中。
8月
- HBA北海道サマーセール（サラブレッド1歳）

日高軽種馬農業協同組合が主催するサラブレッド1歳のセリ市。JBBA北海道市場で開催される。開催期間は5日間。2018年より、初日がサマープレミアムセール（方式は7月のセレクションセールと同じ）となった。
9月
- HBA北海道セプテンバーセール（サラブレッド1歳）

日高軽種馬農業協同組合が主催するサラブレッド1歳のセリ市。JBBA北海道市場で開催される。開催期間は2日間。2019年開始。
10月
- HBA北海道オータムセール（サラブレッド1歳）

日高軽種馬農業協同組合が主催するサラブレッド1歳のセリ市。JBBA北海道市場で開催される。開催期間は2日間で、初日にはこのセールに新規に上場した馬、2日目は9月以前の市場に上場しながら主取りで取引不成立に終わった馬、ないしは負傷欠場馬の再上場馬が入札の対象となる。当歳市場は開催休止中。
- ノーザンファーム繁殖牝馬セール（繁殖牝馬）

ノーザンホースパークが主催する繁殖牝馬のセリ市。2019年開始。2022年からは繁殖牝馬セールに加え、当歳馬のセリも同時開催する「ミックスセール」として行われている。
- ジェイエス秋季繁殖馬セール（繁殖牝馬）

冬季同様、株式会社ジェイエスが主催する繁殖牝馬のセリ市。JBBA北海道市場で開催される。

### 現在は開催されていないセリ市
- HBA北海道オータムセール（サラブレッド当歳）

日高軽種馬農業協同組合が主催していたサラブレッド当歳のセリ市。JBBA北海道市場で開催されていたが、2014年は開催休止となった。
- HBA北海道セレクションセール（サラブレッド当歳）

日高軽種馬農業協同組合が主催していたサラブレッド当歳のセリ市。JBBA北海道市場で開催されていたが、2011年以降は開催休止。
- 千葉サラブレッドセール（サラブレッド1歳）

千葉県両総馬匹農業協同組合が主催していたサラブレッド1歳のトレーニングセール。船橋競馬場で行われていたが、2012年以降は開催休止。
- ひだかトレーニングセール（サラブレッド2歳）

ひだか東農業協同組合が主催していたサラブレッド2歳のトレーニングセール。日高育成牧場で開催されていたが、2011年以降は開催休止。
- ホッカイドウ競馬トレーディングセール（現役競走馬）

日高軽種馬農業協同組合が主催。門別競馬場においてホッカイドウ競馬に所属する現役競走馬を販売する目的で行われていた。2010年以降は開催休止。
- 群馬・境トレーニングセンターサラブレッドセール（サラブレッド2歳）

境共同トレーニングセンター株式会社が2007年、臨時市場として開催したトレーニングセール。境共同トレーニングセンター（伊勢崎市）で開催された。
- 九州トレーニングセール（サラブレッド2歳）

九州軽種馬協会が主催するサラブレッド2歳のトレーニングセール。佐賀競馬場で開催された。2019年度以降休止。

## 海外のセリ市
2025年現在

### アメリカ合衆国
- オカラブリーダーズセール - オカラブリーダーズセール社がフロリダで開催する2歳馬のトレーニングセール。
- キーンランド・セール - キーンランド競馬場で毎年4回開催される。詳細は同項参照。
- サラトガセール - ファシグ・ティプトン社がサラトガで開催する特選イヤリングセール（1歳馬セリ市）。ファシグ・ティプトン社はサラトガ以外の各地でもセリ市を開催している。

### ヨーロッパ
- タタソールズセール - イギリス・ニューマーケットでタタソールズ（英語版）社が開催するセリ市。ブリーズアップセール（2歳）、オクトーバーセール（1歳）、ディセンバーセール（当歳・1歳・繁殖牝馬）と年に数回行われる。
- ゴフスセール - アイルランドのゴフス社が開催するセリ市。アイルランド・キルデアやイギリス・ロンドンで開催される。
- アルカナセール - フランスのアルカナ社が開催するセリ市。8月にドーヴィルで行われる1歳セールで知られる。

### オセアニア
- オーストラリアン・イースターセール - オーストラリアのイングリス社が4月に開催する南半球最大のセリ市。
- ゴールドコースト・イヤリングセール - オーストラリアのマジックミリオン社が1月に開催するセリ市。当セリ市で売買された馬のみが出走権を持つレースも存在する。

### 中東
- ドバイブリーズアップセール - アイルランドのゴフス社がドバイワールドカップミーティング期間に行うセリ市。2022年初開催[12]。